# Łoboda ogrodowa
Łoboda ogrodowa (Atriplex hortensis) – gatunek w różnych systemach klasyfikacyjnych włączany do rodziny komosowatych lub szarłatowatych. Występuje w naturze w Azji i Europie Południowej. W Polsce częściowo uprawiana.

## Morfologia
PokrójRoślina roczna o łodydze wysokiej na 60–120 cm.
LiścieTrójkątnie lub jajowato podłużne o brzegu falistym
KwiatyWyrastają z kątów liści zebrane w długie kłosy. Kwiaty żeńskie z (lub bez) 5-działkowym okwiatem, męskie z 5-działkowym okwiatem i 5 pręcikami.

## Zastosowanie

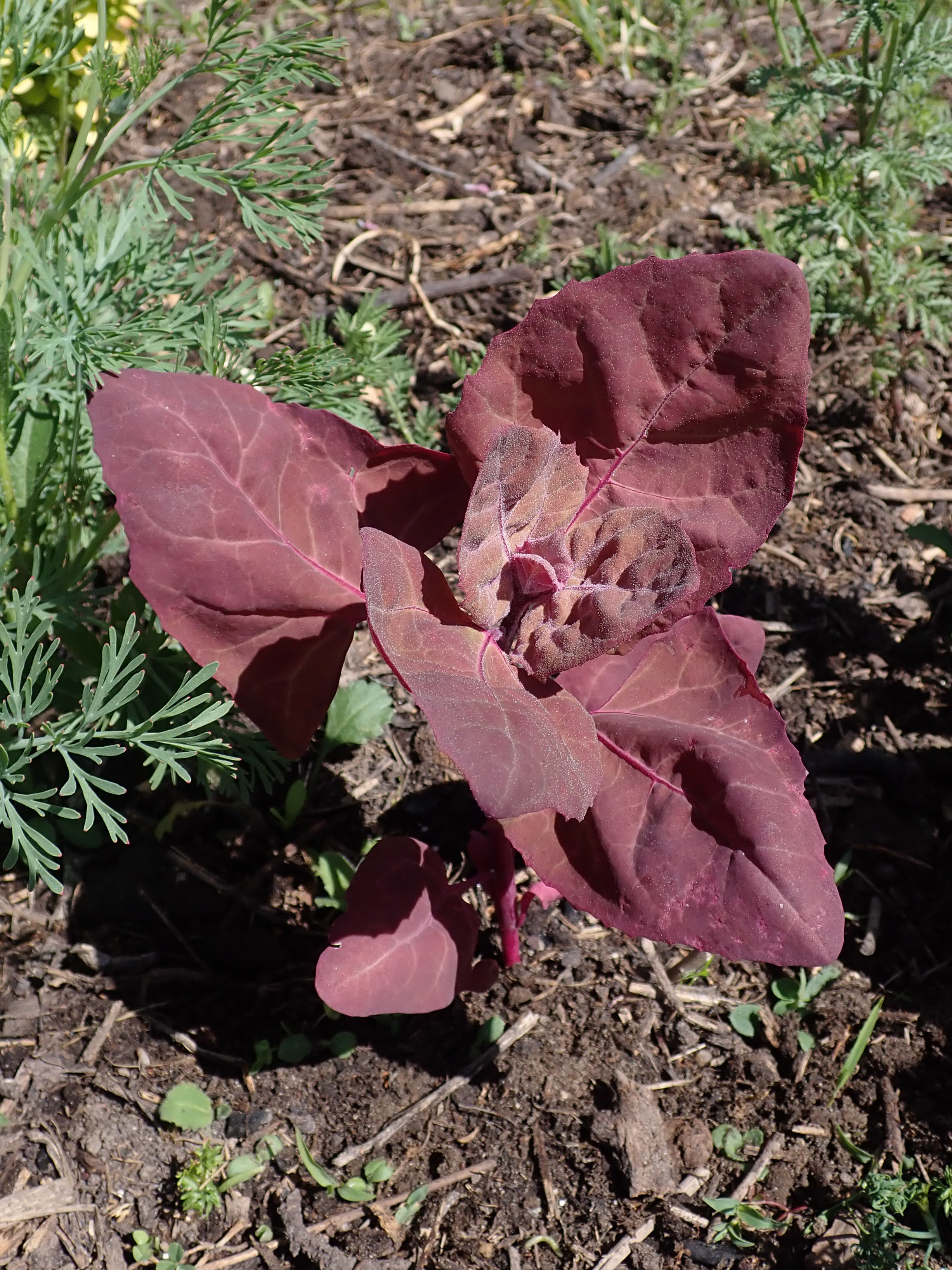
Odmiana rubra

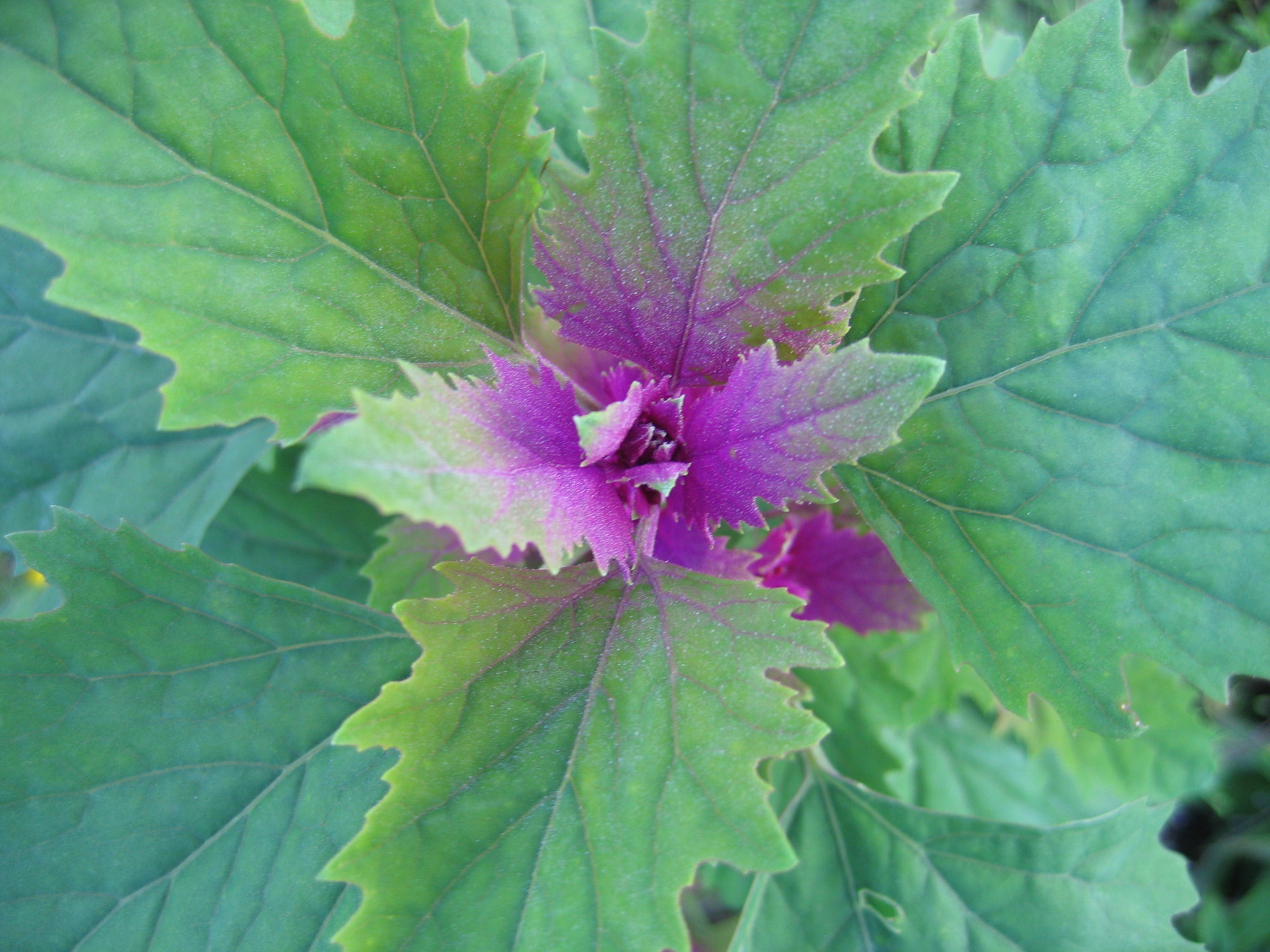
Wierzchołek pędu

Roślina używana czasami jako warzywo. Z młodych pędów oraz liści sporządza się zupy lub używa się w formie jako szpinak. Roślina lecznicza mająca właściwości regulujące trawienie.

## Synonimy
- Atriplex acuminata M.Bieb.
- Atriplex atrosanguinea Voss
- Atriplex benghalensis Lam.
- Atriplex heterantha Wight
- Atriplex microtheca Moq.
- Atriplex purpurea Voss
- Atriplex ruberrima Moq.
- Atriplex rubra (L.) Crantz
- Atriplex spectabilis Ehrh. ex Moq.
- Atriplex virgata Roth
- Chenopodium benghalense Spielm. ex Steud.

na podstawie The Plant List.